# Eeben Barlow
Luther Eeben Barlow (Rhodesia del Nord, 1956) è un militare e mercenario sudafricano.
È un ex membro della Defence Force del Sudafrica all'epoca dell'apartheid, congedatosi con il grado di tenente colonnello, e responsabile al comando del 32 ° Battaglione "Buffalo" Stormo Ricognizione delle Forze Speciali. In seguito ha servito nel settore dell'intelligence militare come comandante operativo nel segretissimo Civil Cooperation Bureau (CCB), una divisione che operava in incognito sempre per le Forze Speciali. È comunque soprattutto conosciuto per aver fondato nel 1989 la prima, e forse più conosciuta, compagnia militare privata (PMC - Private Military Company) Executive Outcomes, (EO), coinvolta in operazioni contro-insurrezionali e attività di peace keeping soprattutto in aree povere ma ricche di materie prime, fondamentalmente in Africa e Asia. Barlow lasciò l'Executive Outcomes a metà del 1997 e la società ha chiuso ufficialmente i battenti il 31 dicembre 1998. Barlow è attualmente un consulente indipendente, e anche conferenziere in materia di difesa militare nei college e nelle università dove viene invitato. Gestisce inoltre un suo blog on line.

## Carriera militare
Nato nella Rhodesia del Nord (ora Zambia), Barlow si trasferì in Sud Africa all'età di sei anni, in una cittadina rurale di quello che ai tempi si chiamava Transvaal, la provincia più boera del Sudafrica. Quando nella Rhodesia del Sud, che nel 1980 sarebbe diventata Zimbabwe, scoppiò la guerra fra coloni ed Esercito di liberazione, Eeben andò a fornire aiuto ai primi arruolandosi tra i Selous Scouts che – caduto il regime di Ian Smith – vennero in gran numero ripescati nelle unità speciali dell'esercito del Sudafrica bianco. Come in effetti capitò anche a Barlow, che fu inserito nelle South African Defense Forces (SADF) con il grado di maggiore e – a poco più di trent'anni – assegnato come vice-comandante alle dirette dipendenze del leggendario Ian Breitenbach nell'unità combattente più decorata delle SADF: Il 32º battaglione, il “Buffalo Battallion”. Il 32° era noto anche perché era costituito in netta preponderanza da soldati neri, in gran parte angolani che parlavano portoghese, e precedentemente finanziati da Washington e Pretoria per attività ostili al regime marxista instauratosi a Luanda (cfr. J. Harding, "The Mellow Mercenaries", in The Guardian, marzo 1997, pag. 32). Barlow partecipò quindi a campi di addestramento della Sas britannica in Malesia tra il 1981 e 1983 diventando comandante del 32°. In seguito operò in Rhodesia meridionale per operazioni segrete e lavorò fino al 1986 per il Directorate of Cover Collection, Dcc, per assistere il movimento antigovernativo della Renamo in Mozambico che fu poi sciolto dal presidente De Klerk nel 1991. Successivamente venne assegnato alla Direzione SADF dell'Intelligence Militare e poi al CCB dove diresse le attività riguardanti la Regione 5 (vedi K. Pech, "Executive Outcomes - a Corporate Conquest", in J. Cilliers, P. Mason, eds, "Peace Profit or Plunder?", pag. 84), una zona che comprendeva l'Europa e il Medio Oriente, e per il quale si ritiene che sia stato responsabile di aver eliminato molti attivisti dell'African National Congress rifugiati in Europa, tra cui forse anche a Parigi Dulcie September, rappresentante ANC in Francia.

## Attività paramilitare
A metà degli anni 1980 un gran numero di militari di colore scapparono dal Sud Africa bianco attraversando i confini del Botswana, Mozambico, Swaziland, Malawi, Zimbabwe o Zambia, cercando di ottenere rifugio e amnistie. Molti di questi rifugiati erano infatti soldati che avevano ricevuto un addestramento militare in URSS o nei suoi stati satelliti allo scopo di rovesciare il governo bianco sudafricano.
Come membro dei servizi segreti militari, Barlow è stato incaricato di infiltrarsi tra questi elementi dissidenti per raccogliere informazioni sulle loro attività sovversive. Più tardi, in quanto membro del CCB, Barlow interruppe le medesime operazioni di raccolta di informazioni per dedicarsi alla ricerca dei soggetti catalogati come sovversivi che si erano rifugiati in Europa.

## Attività mercenaria e di PMC
Nel 1989, Barlow fonda la società Executive Outcomes (EO). Executive Outcomes inizialmente aveva il compito di addestrare le Forze SADF per operazioni segrete e raccolta di informazioni. In questo frangente pare che venne anche incaricata di stabilire e formare un gruppo segreto per l'azienda di diamanti De Beers in Botswana-Debswana, con l'obiettivo di infiltrarsi e penetrare nel settore illegale del commercio di diamanti di contrabbando. Nel 1993 diventò direttore, assieme alla seconda moglie Dorothy Hanling, della sede britannica di EO.
Nel 1993, l'Executive Outcomes ebbe l'incarico di garantire la sicurezza per la Oil Ranger nella città settentrionale angolana di Soyo, dove Oil Ranger stava cercando di recuperare attrezzature di perforazione rimasti nella zona portuale. Il porto, a sua volta, era sotto il controllo dei ribelli. Per raggiungere questo obiettivo, Barlow reclutò uomini che erano stati licenziati dalle unità SADF, liberando Soyo in circa una settimana. A causa di questo contratto, Executive Outcomes divenne un facile bersaglio per una campagna diffamatoria guidata principalmente dalla Divisione Military Intelligence del Sud Africa, il Dipartimento degli affari esteri e dei media, che la accusavano palesemente di mercenariato.
Poco dopo, Executive Outcomes si è aggiudicata il contratto per assistere però le Forze Armate Angolane (FAA), offrendo formazione, consulenza strategica e tattica a uno Stato riconosciuto, l'Angola appunto, nel tentativo di porre fine alla guerra con il ribelli di UNITA. Nonostante una campagna mediatica negativa, Executive Outcomes portò a termine il suo contratto ed entro un anno, i ribelli erano praticamente stati eliminati sul campo. Ciò ha portato alla firma dei Protocolli di Lusaka. L'episodio della pace in Angola ebbe particolare risalto perché fu uno schiaffo morale all'azione dei soldati ONU, in Angola da 5 anni con una missione che costava circa un milione di dollari al giorno, e che non avevano saputo risolvere sul campo i conflitti mentre EO in un anno assicurò ai ribelli di UNITA sconfitte militari che non avevano mai subito prima. Dopo l'esordio angolano fu tutta un'escalation di commesse di cui una in particolare – quella in Sierra Leone, il cui governo fu messo in un paio di mesi in condizione di riprendere il controllo del Paese dopo aver avuto i ribelli del RUF Fronte Rivoluzionario Unito alle porte delle capitale – portò Barlow e la sua EO sotto i riflettori del mondo. 
Barlow e la sua azienda hanno anche svolto operazioni in Asia, la più conosciuta delle quali è stata l'assistenza alle forze speciali indonesiane nell'operazione di rilascio di ostaggi a Irian Jaya nel 1996.
Barlow è stato uno dei principali riferimenti durante la creazione di forze di reazione rapida nell'esercito britannico, in qualità di consulente, ed ha anche presentato un documento sul ruolo delle PMC al Dipartimento della Difesa statunitense a Washington, sostenendo pubblicamente di operare per far approvare un progetto di legge per regolamentare le PMC. 
Executive Outcomes è stata una delle prime aziende ad ottenere una licenza dal governo sudafricano ad operare come PMC fino al 1998 quando, su proposta del governo Mandela, il Parlamento Sudafricano approvò una legge che vietava l'attività mercenaria. Sebbene EO non si definisse mai tale la società chiuse i battenti lo stesso anno.